# Göran Åstrand
Göran Åstrand, född 10 januari 1931, död 12 mars 2023, var en svensk moderat politiker, som mellan 1987 och 1994 var riksdagsledamot för Stockholms kommuns valkrets.
Som tidigare ordförande i Svenska kyrkans kyrkomöte tilldelades han Stefansmedaljen 1995.